# Hydromanicus aglauros
Hydromanicus aglauros är en nattsländeart som beskrevs av Malicky 1997. Hydromanicus aglauros ingår i släktet Hydromanicus och familjen ryssjenattsländor. Inga underarter finns listade i Catalogue of Life.